# Star Theatre (film)
Star Theatre, známý také pod názvem Demolishing and Building Up the Star Theatre, je americký němý film z roku 1901. Režisérem je Frederick S. Armitage (1874–1933). Film trvá zhruba dvě minuty.
Film byl v roce 2002 Knihovnou Kongresu označen jako „kulturně, historicky nebo esteticky významný“ a uchován do Národního filmové registru (National Film Registry).

## Děj
Film v několika sekundách zrychleně zachycuje demontáž divadla Star Theatre v New Yorku.